# Соминець (заказник)
Сомине́ць — іхтіологічний заказник місцевого значення в Україні. Розташований у межах Ковельського району Волинської області, на північ від селища Шацьк, акваторія озера Соминець. 
Площа 46 га. Статус надано 1983 року на підставі рішення Волинського облвиконкому від 26.07.1983 № 272. Перебуває у віданні Шацької селищної ради. 
Статус надано з метою збереження екологічної рівноваги озера Соминець. Озеро карстового походження площею 43 га, об'ємом 0,7 тис. м³, довжиною 1,2 км, шириною – 0,5 км, середня глибина – 1,7 м, максимальна – 2,8 м. 
По берегах озера зростають осока гостра, аїр тростиновий, рогози вузьколистий і широколистий, хвощ річковий, очерет звичайний, рдесник плавучий, гребінчастий і стиснутий та глечики жовті, угруповання яких включені у Зелену книгу України. 
Серед видів іхтіофауни водяться лин, лящ, карась, окунь, щука, короп, верховодка, йорж звичайний, краснопірка, в'юн а також раки.  
У межах заказника мешкають пірникоза велика, гуска сіра, лебідь-шипун, крижень, чирянка велика, чернь червоноголова, лиска, мартини звичайний і сизий та інші види водоплавних і навколоводних птахів.
Заказник «Соминець» входить до складу Шацького національного природного парку.

## Галерея

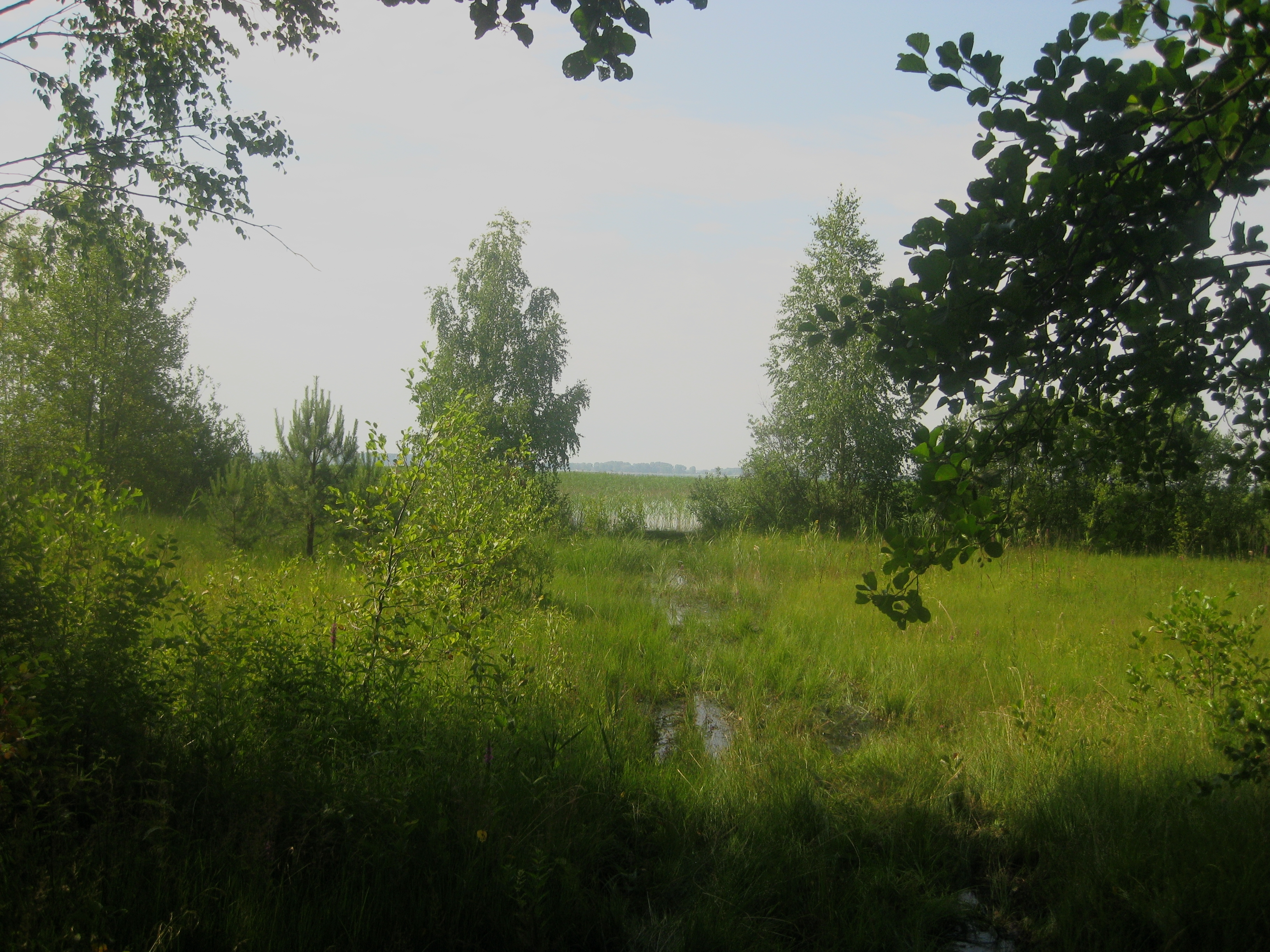
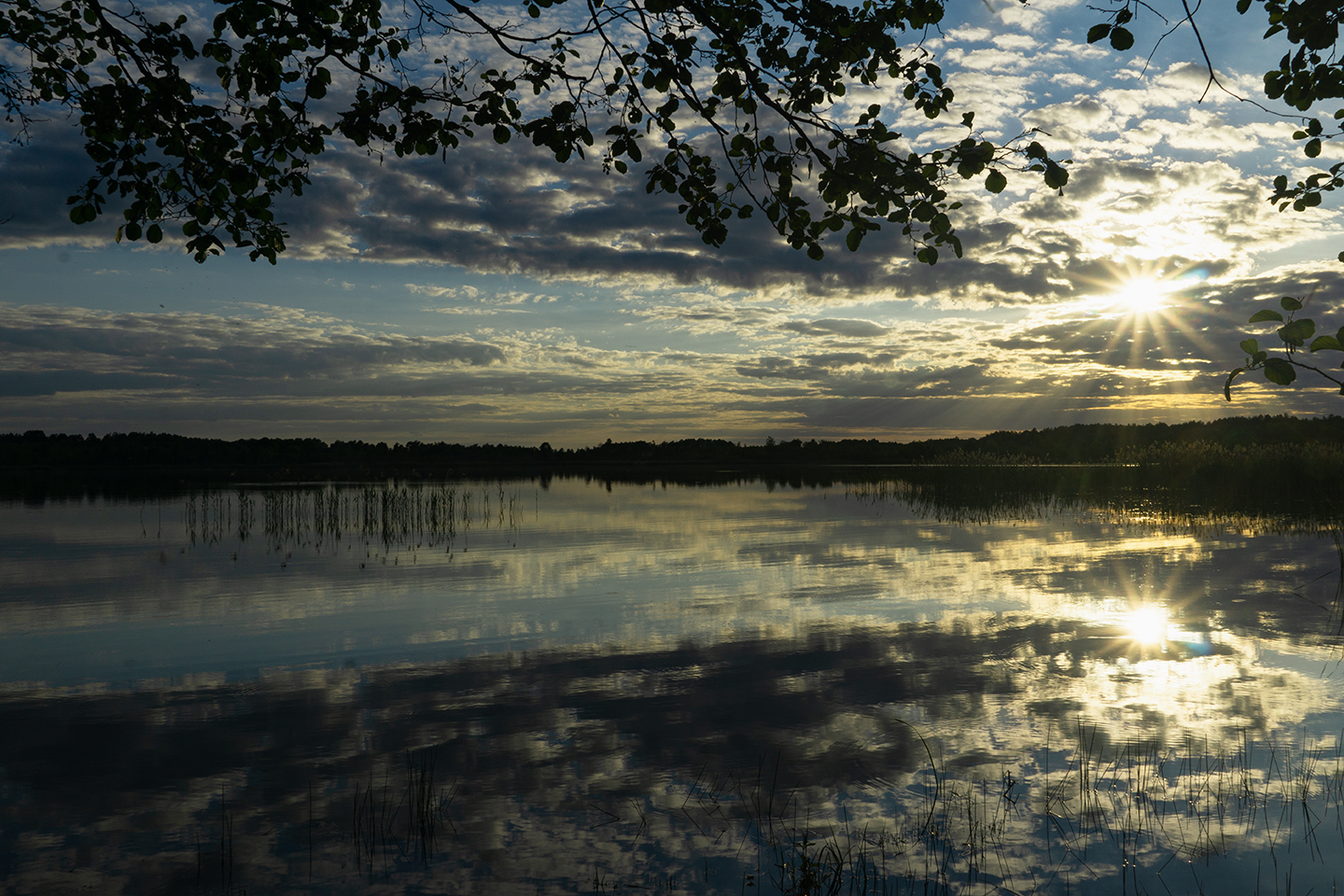
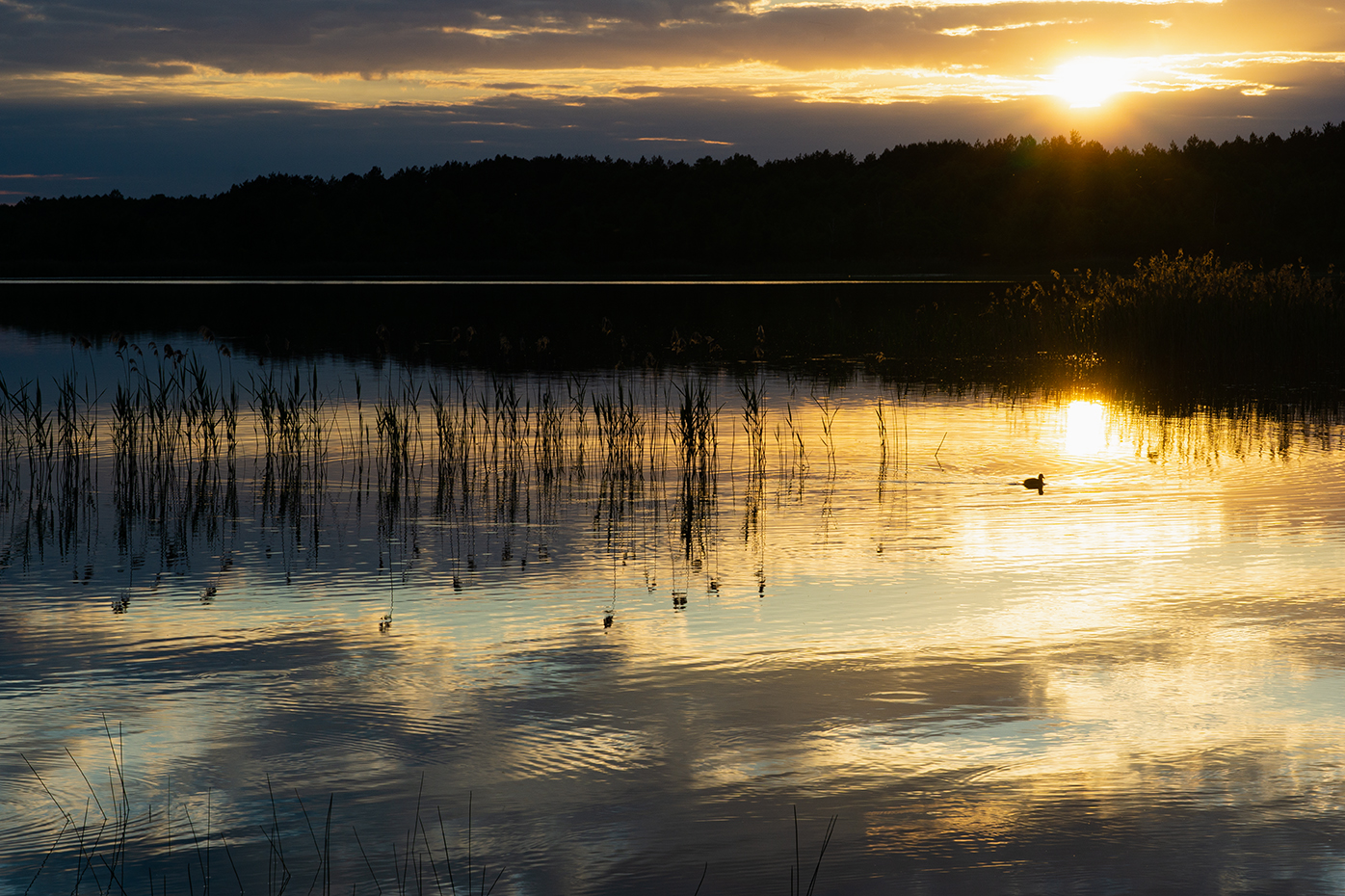
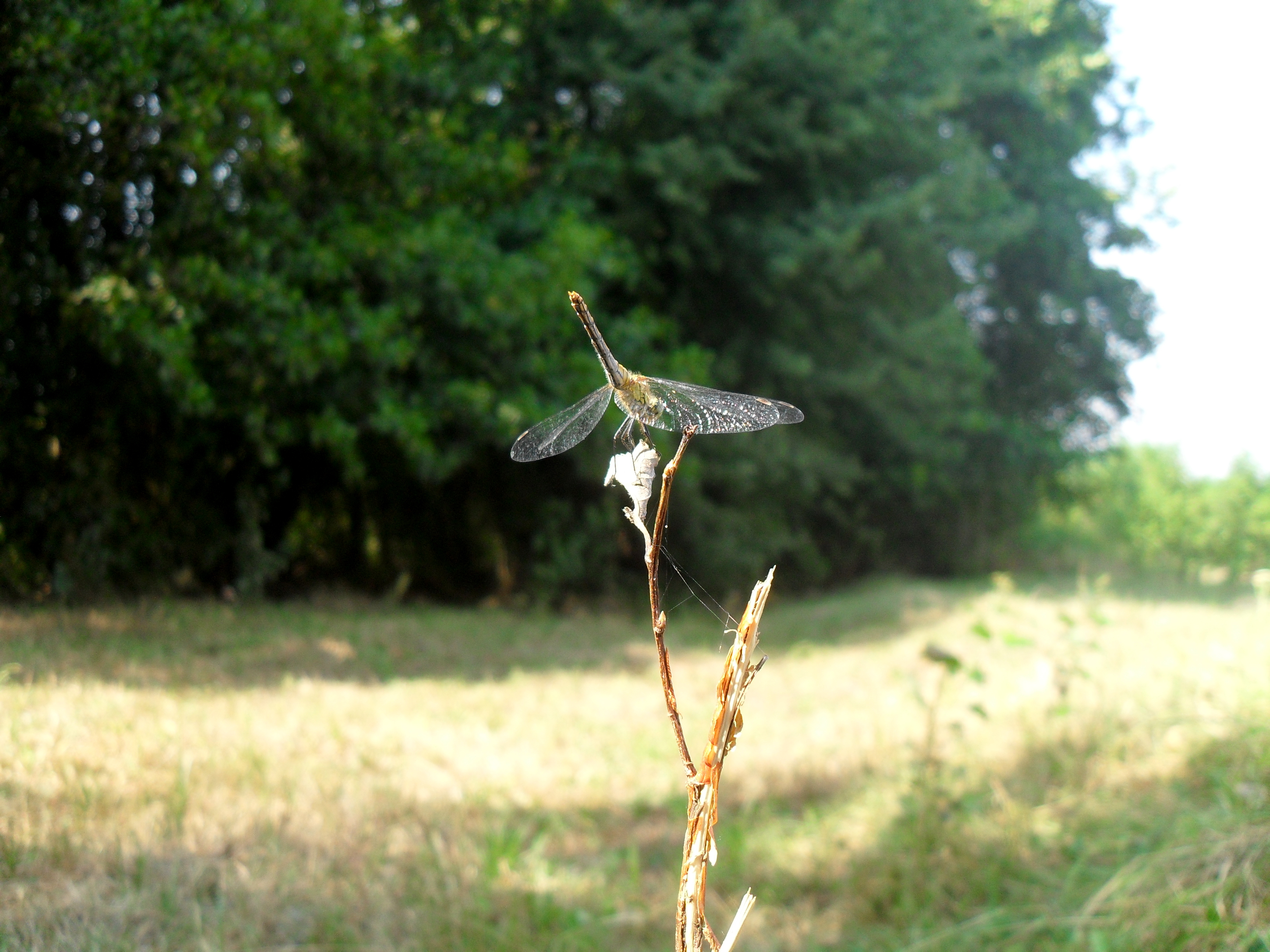
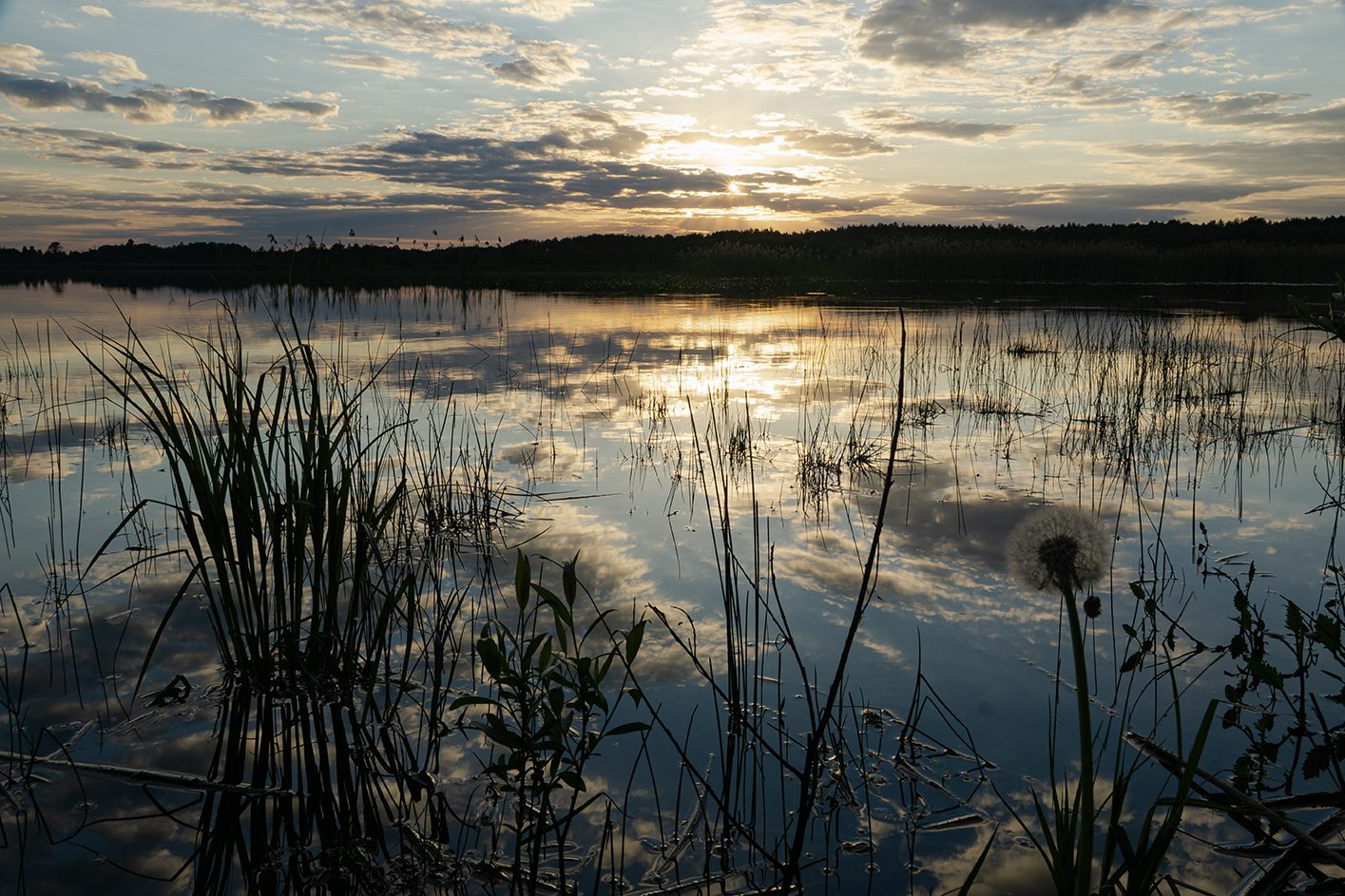